# (177) Irma
(177) Irma est un astéroïde de la ceinture principale découvert par les frères Paul-Pierre Henry et Prosper-Mathieu Henry le 5 novembre 1877 mais sa découverte a été créditée à Paul-Pierre Henry.